# Wahid Faghir
Wahidullah „Wahid“ Faghir (* 29. Juli 2003 in Vejle) ist ein dänischer Fußballspieler. Er steht bei Vejle BK unter Vertrag. Der Stürmer kam ab der U-16 für alle dänischen Nachwuchsnationalmannschaften zum Einsatz.

## Karriere

### Verein
Wahid Faghir wurde in Vejle als Sohn afghanischer Eltern geboren. Seine fußballerische Ausbildung begann er im Jahr 2009 in der Jugendakademie des lokalen Vejle BK, an der er sich zu einem großen Talent im Sturm entwickelte und im Oktober 2018 mit 15 Jahren seinen ersten professionellen Vertrag unterzeichnete. Sein Profidebüt in der zweithöchsten dänischen Spielklasse gab er am 13. Juni 2020 (24. Spieltag) beim 1:0-Auswärtssieg gegen den Kolding IF, als er in der 23. Spielminute für den verletzten Lucas Jensen eingewechselt wurde. Acht Tage später (25. Spieltag) traf er beim 5:3-Heimsieg gegen den Hvidovre IF erstmals. In den nächsten Wochen wurde er regelmäßig eingesetzt, so dass er die Saison 2019/20 mit 10 Ligaeinsätzen beendete, in denen ihm drei Tore und zwei Vorlagen gelungen waren. Mit dem Vejle BK gewann er die Meisterschaft und stieg somit in die höchste dänische Spielklasse auf.
Seinen Stammplatz behielt er auch in der nächsten Spielzeit 2020/21. Am 8. November 2020 (8. Spieltag) erzielte er beim 1:1-Unentschieden gegen den FC Nordsjælland sein erstes Tor in der Erstklassigkeit.
Am 31. August 2021 wechselte Wahid Faghir kurz vor Ende der Transferperiode nach Deutschland in die Bundesliga zum VfB Stuttgart. Bei den Schwaben unterschrieb er einen Vertrag mit einer Laufzeit bis zum 30. Juni 2026. Am 9. Spieltag der Saison 2021/22 wurde Faghir erstmals beim Auswärtsspiel bei Borussia Mönchengladbach eingewechselt. Eine Woche später erzielte er beim Heimspiel gegen Union Berlin sein erstes Tor für den VfB. Dennoch konnte er sich beim VfB Stuttgart nicht durchsetzen. Die Schwaben spielten gegen den Abstieg, sicherten sich aber am letzten Spieltag den direkten Klassenerhalt. Zur Saison 2022/23 wechselte Faghir leihweise zum dänischen Erstligisten FC Nordsjælland. Mit dem Verein aus Farum im Kopenhagener Ballungsraum wurde er dänischer Vizemeister; dabei kam er im Punktspielbetrieb zu 16 Einsätzen und schoss vier Tore. Im Sommer 2023 kehrte Faghir zum VfB Stuttgart zurück, wurde jedoch unmittelbar an den Zweitligaaufsteiger SV Elversberg verliehen. Im Sommer 2024 kehrte er nach Stuttgart zurück. 
Im Juli 2025 kehrte Faghir nach Dänemark zu seinem Jugendverein Vejle BK zurück.

### Nationalmannschaft
Wahid Faghir spielte bereits für die U16 und U17 Dänemarks. Seit September 2020 war er für die U18 aktiv. Bei der zweigeteilten U21-Europameisterschaft 2021 in Slowenien und Ungarn – die Gruppenphase fand im März 2021 statt, die Finalrunde vom 31. Mai 2021 bis zum 6. Juni 2021 – gehörte Faghir zum Kader der dänischen U21 und erreichte mit seiner Mannschaft das Viertelfinale, wo die Dänen nach Elfmeterschießen gegen den späteren Titelträger Deutschland ausschieden. In diesem Spiel wurde er in der 66. Minute für Jacob Bruun Larsen eingewechselt und erzielte drei Minuten später die zwischenzeitliche 1:0-Führung für Dänemark.
Wahid Faghir kam in der Folge zu zwei Einsätzen in der Qualifikation für die U-21-EM 2023 in Georgien und Rumänien, ehe er im November 2022 zwei Spiele für die U20 Dänemarks absolvierte.

## Titel
- Dänischer Zweitligameister und Aufstieg in die Superliga: 2020 (Vejle BK)